# Stratus
Stratus (St), chmura warstwowa – chmura w postaci jednolitej białej lub szarawej warstwy, której podstawa znajduje się poniżej 600 metrów nad ziemią. Występowaniu tego rodzaju chmur czasem towarzyszy opad mżawki lub bardzo drobnego deszczu. Nocą te niskie chmury w dużym stopniu ograniczają proces wychładzania się gruntu, a w ciągu dnia ograniczają dopływ promieniowania słonecznego. Powodują więc odpowiednio ocieplenie nocą i ochłodzenie w ciągu dnia. Chmura stratus różni się od mgły tym, że jej podstawa nie styka się z ziemią. Chmury te najczęściej tworzą się na froncie ciepłym. Grubsze z nich dają opad mżawki lub tzw. słupków lodowych, wielkością drobin odpowiadających mżawce.
Symbol, którym oznacza się chmury rodzaju stratus na mapie synoptycznej: 

## Systematyka chmur Stratus

### Gatunki
- Stratus nebulosus (St neb) – chmura warstwowa mglista
- Stratus fractus (St fra) – chmury warstwowe postrzępione

#### Odmiany
- opacus (op) – nieprzeświecająca
- translucidus (tr) – przeświecająca, np. St neb tr
- undulatus (un) – pofalowana

##### Zjawiska towarzyszące chmurom
- praecipitatio (pr) – opad atmosferyczny
- fluctus (flu) – niestabilność Kelvina-Helmholtza